# Chikkasavanur, Shirhatti
Chikkasavanur là một làng thuộc tehsil Shirhatti, huyện Gadag, bang Karnataka, Ấn Độ.